# Liste der Baudenkmale in Nennhausen
In der Liste der Baudenkmale in Nennhausen sind alle denkmalgeschützten Bauten der brandenburgischen Gemeinde Nennhausen und ihrer Ortsteile aufgelistet. Grundlage ist die Veröffentlichung der Landesdenkmalliste mit dem Stand vom 31. Dezember 2021.

## Baudenkmale in den Ortsteilen
In den Spalten befinden sich folgende Informationen:
- ID-Nr.: Die Nummer wird vom Brandenburgischen Landesamt für Denkmalpflege vergeben. Ein Link hinter der Nummer führt zum Eintrag über das Denkmal in der Denkmaldatenbank. In dieser Spalte kann sich zusätzlich das Wort Wikidata befinden, der entsprechende Link führt zu Angaben zu diesem Denkmal bei Wikidata.
- Lage: die Adresse des Denkmales und die geographischen Koordinaten. Link zu einem Kartenansichtstool, um Koordinaten zu setzen. In der Kartenansicht sind Denkmale ohne Koordinaten mit einem roten beziehungsweise orangen Marker dargestellt und können in der Karte gesetzt werden. Denkmale ohne Bild sind mit einem blauen bzw. roten Marker gekennzeichnet, Denkmale mit Bild mit einem grünen beziehungsweise orangen Marker.
- Bezeichnung: Bezeichnung in den offiziellen Listen des Brandenburgischen Landesamtes für Denkmalpflege. Ein Link hinter der Bezeichnung führt zum Wikipedia-Artikel über das Denkmal.
- Beschreibung: die Beschreibung des Denkmales
- Bild: ein Bild des Denkmales und gegebenenfalls einen Link zu weiteren Fotos des Baudenkmals im Medienarchiv Wikimedia Commons

### Bamme
| ID-Nr.            | Lage                   | Bezeichnung                       | Beschreibung | Bild           |
| ----------------- | ---------------------- | --------------------------------- | --- | -------------- |
| 09150016 Wikidata | (Lage)                 | Dorfkirche                        | Die evangelische Kirche wurde 1730 erbaut. Dabei wurden Teile des Vorgängerbaues aus dem Jahre 1588 verwendet. | weitere Bilder |
| 09150017 Wikidata | (Lage)                 | Bockwindmühle, auf dem Mühlenberg | Die Bockwindmühle Bamme befindet sich in der Nähe der Kirche. Einer heute nicht mehr vorhandenen Inschrift zufolge wurde die Mühle im Jahre 1569 erbaut. Sie ist somit eine der ältesten Mühlen in Brandenburg. In den Jahren 1988 und 1991 wurde die Mühle renoviert. | weitere Bilder |
| 09150504          | Lindenstraße 14 (Lage) | Wohnhaus und Stallgebäude         | Wohnhaus und Stallgebäude wurden im 18. Jahrhundert erbaut, ein Umbau erfolgte im 19. Jahrhundert. | weitere Bilder |

### Buckow
| ID-Nr.   | Lage   | Bezeichnung                   | Beschreibung | Bild           |
| -------- | ------ | ----------------------------- | --- | -------------- |
| 09150032 | (Lage) | Dorfkirche (Wallfahrtskirche) | Die Dorfkirche stammt aus dem 15. Jahrhundert. Im Mittelalter wurde die Kirche als Wallfahrtskirche genutzt. Es ist ein einschiffiger Bau aus Backstein. Das Vorbild war die Petrikapelle in Brandenburg an der Havel. | weitere Bilder |

### Damme
| ID-Nr.            | Lage   | Bezeichnung                                                   | Beschreibung | Bild           |
| ----------------- | ------ | ------------------------------------------------------------- | ------------ | -------------- |
| 09150044 Wikidata | (Lage) | Teile der Ausstattung der Dorfkirche (siehe Unterlagen BLDAM) |              | weitere Bilder |

### Gräningen
| ID-Nr.   | Lage   | Bezeichnung | Beschreibung | Bild           |
| -------- | ------ | ----------- | ------------ | -------------- |
| 09150092 | (Lage) | Dorfkirche  |              | weitere Bilder |

### Liepe
| ID-Nr.            | Lage                 | Bezeichnung               | Beschreibung | Bild                      |
| ----------------- | -------------------- | ------------------------- | --- | ------------------------- |
| 09150147 Wikidata | (Lage)               | Dorfkirche                | Die evangelische Kirche ist im Ursprung ein gotischer Feldsteinbau. Er wurde 1881 im neugotischen Stil erneut. Im Inneren ein schwebender Taufengel aus der Mitte des 18. Jahrhunderts. | weitere Bilder            |
| 09150444          | Breite Straße (Lage) | Spritzenhaus, am Kirchhof | | Spritzenhaus, am Kirchhof |

### Nennhausen
| ID-Nr.            | Lage                 | Bezeichnung                         | Beschreibung | Bild                                |
| ----------------- | -------------------- | ----------------------------------- | --- | ----------------------------------- |
| 09150246 Wikidata | (Lage)               | Dorfkirche                          | Die evangelische Kirche ist im Kern im spätgotischen Stil erbaut worden. Der Turm wurde 1783 errichtet. | weitere Bilder                      |
| 09150248          | (Lage)               | Schloss                             | Das Schloss Nennhausen geht auf einen 1735 bis 1737 errichteten dreiflügligen Barockbau zurück. 1859/60 erfolgten der Abbruch des nördlichen Seitenflügels und die neugotische Überformung der Fassaden vermutlich nach Plänen Ferdinand von Arnims. | weitere Bilder                      |
| 09150407          | (Lage)               | Schlosspark                         | | Schlosspark                         |
| 09150247          | Fouquéplatz (Lage)   | Sowjetisches Ehrenmal               | | weitere Bilder                      |
| 09150549          | Fouquéplatz 2 (Lage) | Wohnhaus (Gärtner- und Försterhaus) | | Wohnhaus (Gärtner- und Försterhaus) |